# Caius Aelius Gallus
Ez a szócikk Caius Aelius Gallus egyiptomi helytartóról szól. A hasonló nevű jogászhoz lásd: Caius Aelius Gallus (jogász)!
Caius Aelius Gallus (Kr. e. 1. század) római lovag, Egyiptom helytartója (praefectus Aegypti) Kr. e. 26 – 24. között.
Életéről szinte semmit sem tudunk, leginkább Arabia Felix (az Arab-félsziget latin neve szó szerint Boldog Arábia) ellen indított hadjárata ismeretes. Kr. e. 25-ben – a szerencsétlen hajózás miatt nagy veszteségekkel – átkelt a Vörös-tengeren, majd a nabateusok clienskirályságából kapott vezetőt a III. Obodasz király helyett kormányzó Szüllaiosz személyében. Feladata az volt, hogy megszerezze a tömjént és mirhát (myrrha) gazdagon termő Dél-Arábiát (kb. a mai Jemen területét). Szüllaiosz árulása miatt azonban csapatai nagy veszteségeket szenvedtek a hosszúra nyúló úton a víz- és élelemhiány, valamint a betegségek miatt. Így történt, hogy amikor elérkezett a délarab vidékre, néhány hadisiker után kénytelen volt visszafordulni, noha az arabok elleni harc nem állította nagy kihívások elé. Az odaút hat hónapja után a visszatérést alig hat hét alatt sikerült megoldaniuk. Kr. e. 24-ben Gallus visszatért Alexandriába. Szüllaioszt, aki saját királyával is konfliktusba keveredett, Rómába vitték és hamarosan kivégezték.
Gallus jó barátja volt Sztrabónnak, a híres földrajztudósnak, aki általa első kézből származó információkat írhatott Geógraphika című művébe. Egyiptomi utazása alkalmával maga a helytartó vezette végig a provincián az írót.
A praefectust később a Galenus által gyakran idézett Aelius Gallusszal azonosították, akinek az orvosságait nagy sikerrel alkalmazták egy arábiai expedíció során.